# Municipio Cardenal Quintero
El municipio Cardenal Quintero es uno de los municipios que conforman al Estado Mérida, Venezuela. Se localiza en la parte noreste de dicho estado. Su capital es la ciudad de Santo Domingo. su principal actividad económica está basada en la agricultura y el turismo, esta última gracias a su ubicación dentro de los páramos de la Cordillera de Mérida. El municipio recibe su nombre en honor de José Humberto Cardenal Quintero primer cardenal de Venezuela nativo del estado Mérida en el cercano pueblo de Mucuchíes.

## Protesta de 20 de julio de 2017
Fueron golpeados unos estudiantes por órdenes de la alcaldesa de ese momento Idania Quintero.

## Parroquias
1. Parroquia Santo Domingo (Santo Domingo)
2. Parroquia Las Piedras (Las Piedras)

## Oficina de Correo
El Municipio Cardenal Quintero posee una oficina de Ipostel ubicada a una cuadra de la Plaza Bolívar en el edificio sede de La Policía, la misma se encuentra temporalmente cerrada y en proyecto de rehabilitación y pronta reapertur
Una fuerte protesta protagonizaron los habitantes de la población de Santo Domingo en el municipio Cardenal Quintero del estado Mérida, al tomar la decisión de trancar el tráfico vehicular en la carretera nacional Mérida-Barinas desde el mediodía de este lunes 24 de agosto de 2015 con el propósito de exigir justicia ante la lesión con arma de fuego de la que presuntamente fue víctima el joven deportista Daniel Camacho la noche del domingo.
Vecinos de esta población exigieron la presencia de la alcaldesa Idania Quintero y los organismos competentes como Ministerio Público y C.I.C.P.C. con el propósito de que se realicen las investigaciones correspondientes, manifestaron además que no es la primera vez que se presentan hechos de este tipo por lo cual desean que se les escuche y solucione esta situación de anarquía y abuso de autoridad, al mismo tiempo que denunciaron que la máxima autoridad del municipio no los recibió en horas de la mañana cuando intentaron dialogar en relación con la situación que se generó la noche del domingo.
Se conoció que pasadas las 7 de la noche, efectivos de la Guardia Nacional Bolivariana arremetieron con gases lacrimógenos y perdigones en contra de las personas que protestaban en las adyacencias de la alcaldía de Santo Domingo frente a la plaza Bolívar de la localidad, al mismo tiempo que en instalaciones del ayuntamiento municipal se presume se resguardaron Carlos Quintero y Daniel Quintero, ambos sobrinos de la autoridad municipal.
Los enfrentamientos entre pobladores y la GNB se mantuvieron hasta pasada las 9 de la noche donde se insistía en la presencia del Ministerio Público y C.I.C.P.C para que se investigue ya que hay varias denuncias contra la alcaldesa y sus sobrinos por abuso de autoridad y agresiones contra habitantes de esa comunidad paramera merideña. Fuente: http://noticiasvenezuela.org/2015/08/25ag-protestas-en-santo-domingo-merida-se-extienden-hasta-la-madrugada-video-fotos/ Archivado el 13 de diciembre de 2019 en Wayback Machine.

## Política y gobierno

### Alcaldes
| Período     | Alcalde                     | Partido político / Alianza | % de votos | Notas |
| ----------- | --------------------------- | -------------------------- | ---------- | --- |
| 1989 - 1992 | Jesús Manuel Moreno Camacho |                            | 61,13      | Primer alcalde bajo elecciones directas. |
| 1992 - 1995 | Jesús Manuel Moreno Camacho |                            | 56,05      | Reelecto. |
| 1995 - 2000 | Carlos Rafael Barrios       |                            | -          | Segundo alcalde bajo elecciones directas (se realizaron elecciones generales adelantadas en el 2000 debido a la aprobación de la Constitución de 1999). |
| 2000 - 2004 | Pedro Rivas                 | Cardenal Q 2000            | 45,27      | Tercer alcalde bajo elecciones directas. |
| 2004 - 2008 | Pedro Rivas                 |                            | 89,02      | Reelecto. |
| 2008 - 2013 | Hilda Ramírez               |                            | 50,05      | Cuarta alcalde bajo elecciones directas, (se postergan 1 año las elecciones municipales pautadas para finales del 2012).                                |
| 2013 - 2017 | Idania Quintero             |                            | 40,76      | Quinta alcalde bajo elecciones directas. |
| 2017 - 2021 | Armando Lobo                |                            | 61,42      | Sexto alcalde bajo elecciones directas |
| 2021 - 2023 | Yovani González             |                            | 50,57      | Séptimo alcalde bajo elecciones directas. Renuncia en 2023.                                                                                             |
| 2023 - 2025 | Jhonfer Uzcátegui           |                            | -          | Alcalde encargado en su condición de Presidente del Concejo Municipal                                                                                   |

### Concejo municipal
Período 1989 - 1992
| Concejales:            | Partido político / Alianza |
| ---------------------- | -------------------------- |
| Enrique Valero         | AD                         |
| Fortunato Montilla     | AD                         |
| Italico González       | AD                         |
| José Leónidas Guerrero | COPEI                      |
| Yldemaro Valero        | COPEI                      |

Período 1992 - 1995
| Concejales:           | Partido político / Alianza |
| --------------------- | -------------------------- |
| Antonio Toro          | AD                         |
| Oswaldo González      | AD                         |
| Carlos Rafael Barrios | AD                         |
| José Rivas            | COPEI                      |
| José Pinto            | COPEI                      |

Período 1995 - 2000
| Concejales:    | Partido político / Alianza |
| -------------- | -------------------------- |
| Hernán Patiño  | AD                         |
| Antonio Toro   | AD                         |
| Edgar Rangel   | MEP                        |
| Rigoberto Meza | CONVERGENCIA               |
| Fermin Malpica | COPEI                      |

Período 2000 - 2005
| Concejales:        | Partido político / Alianza |
| ------------------ | -------------------------- |
| José Natividad Gil | CARDENAL Q 2000            |
| Ismelda Briceño    | CARDENAL Q 2000            |
| Humberto Vivas     | MVR                        |
| Tulio Berríos      | MVR                        |
| Enrique Valero     | AD                         |

Período 2005 - 2013
| Concejales:        | Partido político / Alianza |
| ------------------ | -------------------------- |
| Ramon Alfonzo Gil  | MVR                        |
| José Aurelio Rivas | MVR                        |
| Edgar Laguado      | MVR                        |
| Mary Isolina Peña  | MVR                        |
| José Armando Rivas | MVR                        |

Período 2013 - 2018:
| Concejales        | Partido político / Alianza |
| ----------------- | -------------------------- |
| Jhonfer Uzcategui | PSUV                       |
| Diógenes Salcedo  | PSUV                       |
| Alexis Peña       | PSUV                       |
| Charly Paredes    | PSUV                       |
| José Izarra       | MAS/MUD                    |

Período 2018 - 2021
| Concejales         | Partido político / Alianza |
| ------------------ | -------------------------- |
| Charly Malpica     | PSUV                       |
| Jhonder Uscategui  | PSUV                       |
| Maria Valero       | PSUV                       |
| José Santiago      | PSUV                       |
| Alexandra González | PSUV                       |

Período 2021 - 2025
| Concejales        | Partido político / Alianza |
| ----------------- | -------------------------- |
| Maryuri Araujo    | PSUV                       |
| Jhonder Uscategui | MSV                        |
| Norelis Quintero  | PSUV                       |
| Disney Quintero   | PSUV                       |
| Norma Morillo     | MUD                        |